# Otherside
Otherside je skladba skupiny Red Hot Chili Peppers. Byla vydána v roce 2000 jako třetí singl z alba Californication. Píseň staví proti sobě bitvy bývalých narkomanů s jejich démony a jejich přátele ztracené v těžké drogové závislosti. Je to krásná píseň o těžkém životě drogově závislých lidech, která říká o tom, jak lehké je vklouznout do drogové závislosti, ale těžké je vyklouznout. Také o opakovaní se neustálého koloběhu. Videoklip vytvořili Jonathan Dayton a Valerie Faris v černobílém Gothic stylu, jaký byl použit ve filmu Kabinet doktora Caligariho od Roberta Weina.
Broadcast Data System (BDS) společnosti ACNielsen sestavil pro rok 2000 seznam 40 nejhranějších hudebních videoklipů založený na monitoringu stanic MTV, VH-1, BET a CMT. Video pro Otherside je v něm uvedeno na prvním místě.

## Umístění ve světě
| Hitparáda         | Umístění |
| ----------------- | -------- |
| USA               | 14       |
| Velká Británie    | 33       |
| Austrálie         | 31       |
| Světová hitparáda | 21       |